# Колдуэлл (округ, Миссури)
Округ Колдуэлл (англ. Caldwell County) — округ штата Миссури, США. Население округа на 2009 год составляло 9160 человек. Административный центр округа — город Кингстон.

## История
Округ Колдуэлл образован в 1836 году.

## География
Округ занимает площадь 1111.1 км2. В окружном центре Кингстон средняя температура июля составляет 74,6 °F (23,7 °С) со средним максимумом 88,1 °F (31,2 °С), средняя температура января — 21,6 °F (−5,8 °С) со средним минимумом 9,4 °F (−12,6 °С), в течение года обычно варьируясь от 21 °F (−6,1 °С) до 88 °F (31,1 °C) и редко опускаясь ниже 3 °F (−16,1 °C) либо поднимаясь выше 96 °F (35,6 °C).

### Соседние округа
- Дейвис (север)
- Ливингстон (восток)
- Карролл (юго-восток)
- Рей (юг)
- Клинтон (запад)
- Де-Калб (северо-запад)

## Демография
Согласно оценке Бюро переписи населения США, в округе Колдуэлл в 2009 году проживало 9160 человек. Плотность населения составляла 8.2 человек на квадратный километр.